# Milky Chance
I Milky Chance sono un gruppo folk-rock tedesco, i cui componenti sono il cantante e musicista Clemens Rehbein, il DJ, percussionista e bassista Philipp Dausch, il chitarrista Antonio Greger, e il batterista Sebastian Schmidt. Il gruppo, attivo dal 2012, ha trovato successo in Europa grazie alla canzone Stolen Dance.

## Storia
Dausch e Rehbein si sono conosciuti nel liceo frequentato da entrambi, la Jacob-Grimm-Schule, a Kassel, nella Germania nord-occidentale. Philipp era già un DJ affermato, mentre Clemens suonava come bassista nel quartetto jazz Flown Tones.
La formazione vera e propria è nata nel 2012, anno in cui Dausch e Rebhein hanno lanciato online materiale musicale che avrebbe ben presto attirato l'attenzione, in particolare con il singolo Stolen Dance. Il loro primo album (autoprodotto) del 2013 è stato Sadnecessary, ben accolto dalla critica sia per il singolo sopracitato sia per Down by the River, pubblicato con l'etichetta discografica Lichtdicht Records.
Nel maggio del 2013 i Milky Chance hanno cominciato il loro primo tour per la produzione dell'album, prendendo parte a numerosi festival tra i quali il Dockville Festival ad Amburgo. Avvieranno il loro tour europeo nel 2014. Hanno pubblicato inoltre alcuni brani inediti, tra i quali spiccano Unknown song, a cui ha collaborato la musicista Paulina Eisenberg, e Nevermind.
Nel 2015 è entrato nella band il chitarrista Antonio Greger, mentre nel 2016 è stata la volta del batterista Sebastian Schmidt.
Il 15 febbraio 2017 il gruppo ha annunciato l'uscita del secondo album in studio, Blossom, concretizzatasi il 17 marzo 2017.
Nel settembre 2019 la band ha annunciato l'uscita del terzo album, Mind the Moon, con la pubblicazione della canzone Daydreaming, in collaborazione con la cantante Tash Sultana.

## Stile e influenze musicali
Per il loro modo di incorporare elementi di folk, reggae e jazz, USA Today descrive la band come "cantautrice con ritmi elettronici". La rivista musicale Noisey ha scritto: "La coppia combina magistralmente house e battiti elettronici con influenze reggae e R&B, i testi, però, potrebbero essere stati scritti da un cantante folk". La band ha citato diversi artisti come influenze, tra cui cantanti reggae e artisti rock come Bob Marley, Ray Charles e John Frusciante dei Red Hot Chili Peppers.
La band ha utilizzato un set di attrezzature relativamente semplice in studio, e le loro prime uscite sono state registrate nel 2013 con solo un MacBook Pro, una chitarra, un microfono Logic Pro. Alcune chitarre come la chitarra elettrica personalizzata Framus Mayfield sono usate da Clemens Rehbein.
Per il secondo album Blossom la band si è affidata a strumenti reali anziché digitali, e l'ha prodotto insieme a Tobias Kuhn.

## Membri
- Clemens Rehbein: voce e chitarrista
- Philipp Dausch: bassista e percussionista
- Antonio Greger: chitarrista
- Sebastian Schmidt: batterista

## Discografia
- 2013 – Sadnecessary
- 2017 – Blossom
- 2019 - Mind the Moon
- 2021 -  Trip Tape
- 2022 - Trip Tape II
- 2023 - Living in a Haze